# Захарій Хмельницький
Захарій Хмельницький — український козацький полковник, дипломат, військовий та політичний діяч. Молодший родич гетьмана Богдана Хмельницького (відповідно до різних джерел — свояк, племінник або двоюрідний брат).
1648 р. гетьман, після прийому польської делегації, послав до щойно обраного королем Яна Казимира полковника Захарія Хмельницького й католицького священика Андрія Гонцеля Мокрського (колишнього вчителя Б. Хмельницького) з кондиціями, що одночасно були інструкцією про угоду. Вони мали запропонувати Яну Казимиру умови-«кондиції», на яких Український гетьманат визнає його зверхність над собою у випадку обрання:
1. Щоб завжди козаків було 12 тисяч і щоб чинним був той привілей, який одержали від святої пам'яті короля з підписом чотирьох сенаторів 3.
2. Щоб кварцяного війська не було, а вони самі оборонятимуть Річ Посполиту.
3. Щоб Хмельницькому було дане в Україні староство, яке він собі вподобає, а цього староства 20 миль землі.
4. Щоб пани не карали своїх підданих і все простили цим ребелітантам.
5. Щоб можна було виходити в море, коли захочуть і в будь-якому числі.
6. Щоб судилися козаки правом литовських татар, а литовські татари судяться таким правом, як шляхта.
7. Щоб те, що сталося, було забуте.
8. Щоб не були під владою панів коронних гетьманів, а тільки під владою короля його милості і мали свого гетьмана, обраного козаками.[1]

Окрім того, Ян ІІ Казимир мав би підтвердити привілеї, що перед тим були надані козацтву Владиславом IV.
Якщо порівняти ці умови підданства з «лат. privilegia et liberates» Війська Запорозького, окресленими Б. Хмельницьким в листі Владиславу IV на початку червня 1648 р., то можна відмітити існування повтору лише двох пунктів, а саме: про набір 12-тисячного реєстру та підтвердження правового статусу козацтва, надане попередниками короля.
Посольство, очевидно, мало успіх, адже вже в статусі короля Ян II Казимир видає універсал до Війська Запорозького про збереження його давніх «лицарських прав». Він погоджувався бути його протектором, а також визначити комісію для обговорення й прийняття рішення щодо інших вимог козацтва. Крім того, король затвердив на гетьманстві Б. Хмельницького та вислав йому свої інсигнії — булаву та корогву з написом «лат. Ioannes Casimirus rex». У лютому 1649 р. королівські посли на чолі з А. Кисилем вручили їх гетьманові.
1648 р. після зняття козацько-татарської облоги м. Львова Б.Хмельницький залишив у місті «для нагляду» Захарія Хмельницького і ще декількох інших козацьких старшин. Наявні свідчення прийому З. Хмельницького міською радою у історичній будівлі львівської Ратуші.